# Otto von Dewitz (Politiker, 1850)

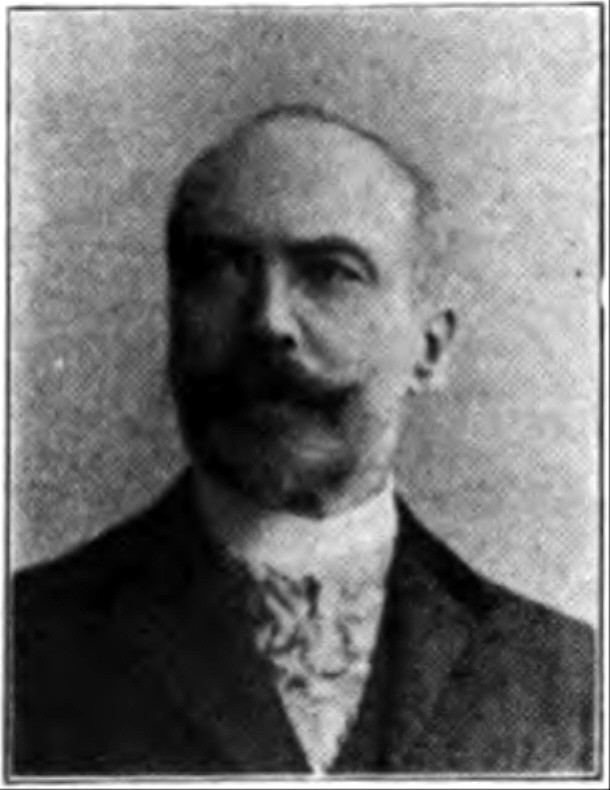
Otto von Dewitz (1904)

Otto Carl Hermann August von Dewitz (* 16. Oktober 1850 in Zachow, Kreis Regenwalde; † 12. April 1926 in Berlin) war ein deutscher Offizier, Verwaltungsjurist, Landrat und Abgeordneter.

## Leben
Im Jahre 1870 trat von Dewitz in die preußische Armee ein, aus der er 1878 als Oberleutnant ausschied. Er studierte Rechtswissenschaften an der Universität Bonn und trat 1880 in den preußischen Verwaltungsdienst ein, wo er zuerst bei der Regierung in Köln tätig war. 1881 wurde er mit der Verwaltung des Landratsamts des Kreises Saarlouis betraut und 1882 zum Landrat des Kreises Prüm berufen. Von 1886 bis 1892 wirkte er als Landrat des Kreises Oldenburg in Holstein.
Er war Besitzer der Güter Zankeuz in Westpreußen, Groß-Ziethen in Brandenburg und Alt-Pleen in Pommern. 1892 schied er aus dem Staatsdienst aus, um sich der Verwaltung seines Gutsbesitzes zu widmen.
Als Abgeordneter der Freikonservativen Partei vertrat er ab 1903 den 18. Wahlbezirk in Schleswig-Holstein (Oldenburg) im Preußischen Abgeordnetenhaus. Er war der Geschäftsführer der Partei in Berlin.

## Auszeichnungen
- Roter Adlerorden 4. Klasse
- Rechtsritter des Johanniterordens